# G350.1-0.3
G350.1-0.3は、銀河系の超新星残骸であり、恐らく中性子星XMMU J172054.5-372652と同じ超新星爆発によって形成された。かつては、遠い銀河に誤分類されていた。
G350.1-0.3は、銀河系内部の明るい電波源であり、モロンゴ天文台統合望遠鏡とパークス天文台の比較観測によって発見され、1973年から1975年に超新星残骸に分類する論文が発表された。しかし、1980年代中盤の高解像度画像で、他の超新星残骸の形態とはかなり異なった不規則な形であることが明らかとなった。その後、G350.1-0.3は、電波銀河か銀河団ではないかと議論され、その結果、超新星残骸のカタログでは、「超新星残骸候補」に格下げされるか、完全に抹消された。その後、G350.1-0.3は、いわば忘れられた。
かつてのデータとXMM-Newtonの新しい画像を用いた2008年の研究で、G350.1-0.3は超新星残骸であることが示され、この奇妙な形は、地球から約15000光年の濃いガス雲のすぐそばで爆発が起こったためであり、そのため拡大できず、長細い形態になったと説明された。また、近くにある熱X線源XMMU J172054.5-372652は、超新星の中心部のコンパクト星であるとされた。
G350.1-0.3の直径は約8光年で、900歳から1000歳と、銀河系で最も若く明るい超新星残骸であると推測される。しかし、恒星間塵で隠され、地球からその爆発は見えなかったと考えられている。